# Dysstroma russata
Dysstroma russata là một loài bướm đêm trong họ Geometridae.